# Světový pohár v biatlonu 2008/2009 – Östersund
1. podnik Světového poháru v biatlonu v sezóně 2008/09 probíhal od 3. do 7. prosince 2008 ve švédském Östersundu. Na programu podniku byly závody ve sprintech, stíhací závody a vytrvalostní závody.

## Medailové výsledky

### Muži
| Disciplína:        | Zlato:              | čas               | Stříbro:             | čas               | Bronz:              | čas               |
| 20 km Individuální | Michael Greis       | 58:52.5 (0+1+0+0) | Alexander Os         | 59:43.0 (0+0+0+2) | Emil Hegle Svendsen | 59:47.5 (0+2+0+0) |
| 10 km Sprint       | Emil Hegle Svendsen | 25:42.3 (0+1)     | Tomasz Sikora        | 25:55.0 (0+1)     | Simon Fourcade      | 26:10.4 (0+0)     |
| 12.5 km Stíhačka   | Tomasz Sikora       | 34:55.5 (0+2+0+1) | Ole Einar Bjørndalen | 34:58.0 (1+2+0+0) | Emil Hegle Svendsen | 35:00.4 (0+1+2+0) |

### Ženy
| Disciplína:        | Zlato:            | čas               | Stříbro:           | čas               | Bronz:              | čas               |
| 15 km Individuální | Helena Jonssonová | 45:05.1 (0+0+0+0) | Kati Wilhelm       | 45:44.8 (1+0+0+0) | Ekaterina Iourieva  | 46:15.4 (0+0+1+0) |
| 7.5 km Sprint      | Wang Chunli       | 22:48.1 (0+0)     | Tora Bergerová     | 22:49.5 (0+0)     | Magdalena Neunerová | 22:52.9 (0+0)     |
| 10 km Stíhačka     | Martina Beck      | 32:42.4 (0+0+0+0) | Ekaterina Iourieva | 32:45.0 (0+0+0+0) | Světlana Slepcovová | 33:11.6 (0+1+1+1) |